# Klevasjön (Undenäs socken, Västergötland)
Klevasjön är en sjö i Karlsborgs kommun i Västergötland och ingår i Motala ströms huvudavrinningsområde.